# Танзаніт
Танзані́т — дорогоцінне каміння третього порядку, фіолетовий варіант мінералу цоїзиту, виявлений на Пагорбах Мералані в північній Танзанії в 1967 році біля міста Аруши португальцем Мануелем де Соузою.

## Загальний опис

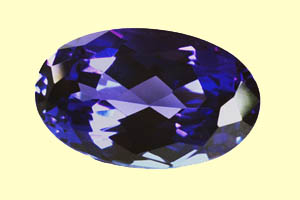
Огранований танзаніт

Назву мінералу дав Генрі Платт з «Tiffany&Co», очевидно за країною його походження. Танзаніт має сильний трихроїзм, що представляє по черзі синю, фіолетову і сірувато-зелену кристалічну орієнтацію. Проте, більшість кристалів піддаються штучній термообробці, щоб поліпшити його колір: це значно ослабляє його трихроїзм. Після нагрівання в гемологічній печі до 600 °C колір мінералу стає шляхетно синім.
Став відомим завдяки американській ювелірній фірмі «Тіффані» (англ. Tiffany), яка і запропонувала назву на честь Танзанії, де є єдине в світі родовище. Популярності сприяли грамотна рекламна політика, рідкість, чудовий колір і використання прикрас з нього кінозіркою Елізабет Тейлор.
Природний танзаніт зустрічається синіх, рожево-червоних і жовто-коричневих кольорів, останні після термічної обробки теж стають синьо-фіолетового кольору і використовуються в ювелірній справі. У каменів хорошої якості колір ультрамариново- або сапфірово-синій. При електричному світлі набуває аметистового-фіолетового відтінку. При нагріванні до 400—500 °C коричневі і жовті відтінки зникають і синява каменю поглиблюється. Відомий також як танзанітове котяче око.
Родовище в Танзанії представлене жилами і тріщинами з нарослими кристалами в гнейсах.
Компанії «TanzaniteOne» належить 60 % видобутку й 1/3 виняткового родовища (ніде більше мінерал не зустрічається). Також на цьому родовищі видобувають рожевий різновид цоїзиту — туліт. Запаси ділянки родовища 63-83 млн карат. Вміст в породі 77 карат/тонну.
Найбільший знайдений кристал важив 9.2 кг (знайдений в червні 2020 року). Камінь «Мавензі» (англ. The Mawenzi) вагою 3.3 кг був названий ім'ям другого за висотою піка Кіліманджаро.